# Mieczysław Haiman
Mieczysław Haiman (ur. 31 marca 1888 w Złoczowie, zm. 15 stycznia 1949 w Chicago) – dziennikarz, pisarz i tłumacz, działacz emigracyjny w USA, kolekcjoner, archiwista, bibliotekarz, pierwszy historyk Polonii amerykańskiej. Organizator i pierwszy kustosz powołanego w 1935 r. Muzeum Polskiego w Ameryce.

## Życiorys
Syn oficera armii austriackiej, Wilhelma Franciszka i Zuzanny Franciszki Ziółkowskiej. Ukończył szkołę powszechną we Lwowie. W latach 1908–1913 służył w marynarce austriackiej, dotarł m.in. w głąb Chin i do Japonii; nabrał wówczas zamiłowania do podróży. Po powrocie do kraju (do Tarnopola), pod wpływem m.in. opowiadań jednego z reemigrantów wybrał się na stałe do Ameryki wraz z bratem Adamem. W październiku 1913 dotarł do Nowego Jorku, gdzie pracował w składzie żelaza, a następnie w fabryce farb w Paterson. W 1917 r. otrzymał posadę redaktora w polskim piśmie „Kurier Codzienny” w Bostonie, następnie przeniósł się do Buffalo na podobne stanowisko w piśmie „Polak w Ameryce”, które wkrótce zmieniło nazwę na „Telegram”. W kwietniu 1918 ożenił się z przybyłą z Polski dawną znajomą, nauczycielką Kazimierą Nigbor. Po zapoznaniu się z życiorysem Jamesa F. Coopera (pierwszego przewodniczącego Komitetu Polsko-Amerykańskiego w Paryżu i przyjaciela Adama Mickiewicza) poświęcił się studiom nad dziejami stosunków polsko-amerykańskich i śladami Polaków w USA. Około 1922 zaczął pisać pierwsze szkice do „Rekordu Codziennego”, następnie ogłaszał je w „Dzienniku Związkowym” w Chicago. W 1927 wydał w Buffalo książkę „Z przeszłości polskiej w Ameryce”, zawierającą zbiór wspomnianych szkiców.
Pod pseudonimem „Nie-Tersytet” pisywał wiersze, m.in. „Gwarę polsko-amerykańską”. W 1925 r. przyjął obywatelstwo amerykańskie, a w 1928 przeniósł się z żoną do Chicago, gdzie rozpoczął pracę w „Dzienniku Zjednoczenia” na stanowisku redaktora działu wiadomości telegraficznych. W 1935 r. objął stanowisko kustosza nowo utworzonego Muzeum i Archiwum przy Zjednoczeniu Polskim Rzymsko-Katolickim w Ameryce. Ofiarowywał mu swoje zbiory, organizował bogate zasoby muzealne i archiwalne z różnych dziedzin (rękopisy, 12 tysięcy życiorysów działaczy polskich w Ameryce, dokumenty, pamiątki historyczne, księgozbiór). Przy tej instytucji założył Polskie Towarzystwo Historyczno-Muzealne. Staraniem Muzeum i Archiwum był wydawany periodyk „Annals of the Pol. R.C. Union Archives and Museum”. Podczas II wojny światowej przyczynił się do prac Polskiego Instytutu Naukowego w Ameryce i do utworzenia w 1942 Polsko-Amerykańskiej Komisji Historycznej, której został przewodniczącym. Komisja podjęła serię wydawniczą „Polish American Studies”, zasilaną piórem Haimana.
W Chicago rozwinął obfitą i wielostronną działalność naukową i pisarską. Dążył m.in. do dorównania silnie rozbudowanej działalności wydawniczej Niemców amerykańskich. W drobiazgowo dokładny sposób pisał o Polakach w Nowym Jorku, Teksasie, Kalifornii, Pensylwanii, Wirginii, Kentucky, Illinois, w późniejszych czasach w Chicago. Całość tych zagadnień ujął w rozprawie „Polish Past in America 1608–1865” (Chicago 1939) i w szkicach „Polacy wśród pionierów Ameryki” (Chicago 1930). Przedstawił tu również sylwetki kilku Anglików i Amerykanów zaangażowanych pod koniec XVIII w. w sprawy polskie, jak K. Lee, Littlepage, J. Barlow.
Ponadto opisywał wkład Polaków w amerykańskie walki wyzwoleńcze i unifikację państwa: „Poland and the American Revolutionary War” (Chicago 1932) i „Historia udziału Polaków w amerykańskiej wojnie domowej” (Chicago 1928). W dwóch częściach wydał pracę o Kościuszce: „Kościuszko in the American Revolution” (New York 1943) i „Kościuszko, Leader and Exile” (New York 1946). Zamieścił w nich kilkadziesiąt nieznanych dotąd listów Thomasa Jeffersona.
W 1948 r. wydał w Chicago obszerne dzieło „Zjednoczenie Polskie Rzymsko-Katolickie w Ameryce” poświęcone organizacji, z którą był najbliżej związany. Otrzymał nagrodę literacką Światowego Związku Polaków z Zagranicy.
W związku ze swoją działalnością literacką w 1942 r. został powołany na członka Gallery of Living Authors i na przewodniczącego Research Commision on Polish Immigration in U.S. W 1946 został zagranicznym członkiem korespondencyjnym PAU. Zmarł na raka w Chicago. Zostawił córkę Marię Teresę i adoptowanego syna Adama.

## Odznaczenia
- Krzyż Oficerski Orderu Odrodzenia Polski,
- Srebrny Wawrzyn Akademicki (5 listopada 1935)[2],
- Złoty Krzyż Zjednoczenia Polskiego.

## Wybrane publikacje
- Z przeszłości polskiej w Ameryce: szkice historyczne, Buffalo 1927.[1]
- Historia udziału Polaków w amerykańskiej wojnie domowej, Chicago 1928.[1]
- Polacy w Ameryce. Historja wychodźtwa polskiego w Stanach Zjednoczonych: dla użytku polskich szkół parafjalnych, Polska Katolicka Spółka Wydawnicza 1930.
- Polacy wśród pionierów Ameryki: szkice historyczne, Chicago 1930.[1]
- Polacy w walce o niepodległość Ameryki: szkice historyczne, Chicago: Polska Katolicka Spółka Wydawnicza 1931.
- Poland and the American Revolutionary War, Chicago: Polish Roman Catholic Union of America 1932.
- Feliks Paweł Wierzbicki i Jego „California”, Chicago 1933.
- The fall of Poland in contemporary American opinion, Chicago: Polish Roman Catholic Union of America 1935.
- Nauka polska w Stanach Zjednoczonych Ameryki Północnej, Warszawa: Kasa im. Mianowskiego 1936.
- The Poles in the early history of Texas, Chicago: Polish R. C. Union of America 1936.
- Polish Pioneers of Virginia and Kentucky with Notes on Genealogy of Sadowski Family by A. Clay Sandusky, Chicago: Polish Roman Catholic Union of America 1937.
- Archiwum i muzeum Zjednoczenia Polskiego Rzymsko–Katolickiego w Ameryce, Warszawa 1938.
- Poles in New York in the 17th and 18th centuries, Chicago: Polish Roman Catholic Union of America 1938.
- Sprawozdanie kustosza Archiwum i Muzeum ZPR-K na Pierwszy Zjazd Polskiego Towarzystwa Historyczno-Muzealnego w Ameryce: Chicago, Illinois niedziela, dnia 9-go stycznia 1938, Chicago: 1938.
- Ślady polskie w Ameryce: szkice historyczne, Chicago 1938.
- Polish past in America, 1608–1865, Chicago: The Polish Roman Catholic Union Archives and Museum 1939 (wyd 2 – 1974, wyd. 3 – 1991).
- Sprawozdanie kustosza Archiwum i Muzeum ZPR-K z działalności Polskiego Towarzystwa Historyczno-Muzealnego w Ameryce za rok 1938, Chicago: 1939.
- Polish pioneers of California, Chicago: Polish R.C. Union of America 1940.
- Polish pioneers of Pennsylvania, Chicago: Polish R.C. Union of America 1941.
- Kosciuszko in the American Revolution, New York: Polish Inst. of Arts and Sciences in Amerika 1943 (wyd. 2 – 1972).
- Problems of Polish American history writing, New York 1943.
- Kosciuszko leader and exile, New York: Polish Inst. of Arts and Sciences in America 1946 (wyd. 2 – 1977).
- Nauka polska w Stanach Zjednoczonych A. P. w latach 1939–1947, Warszawa 1947.
- Polish Roman Catholic Union of America 1873–1948, Chicago: The Polish Roman Catholic Union of America 1948.
- Kosciuszko in the American Revolution, New York: The Kosciuszko Found. – The Polish Inst. of Arts and Sciences 1975.
- Herodot Polonii poetą: wiersze wybrane, wybór, układ, wstęp i zarys poetyckiej biografii Teresa Kaczorowska, Ciechanów: Wydawnictwo PWP „Gryf” 2005.